# Абелів многовид
Абелів многовид — проективний алгебричний многовид, що є алгебричною групою (це означає, що закон композиції задається регулярною функцією).
Абелеві многовиди є добре вивченими об'єктами в алгебраїчній геометрії. Це поняття використовується в різних розділах алгебраїчної геометрії і теорії чисел.
Абелів многовид може бути визначений рівняннями з коефіцієнтами в будь-якому полі k. Історично, спочатку вивчалися абелеві многовиди над полем комплексних чисел.
Особливим випадком є абелеві многовиди над полями алгебраїчних чисел. Цей випадок важливий в теорії чисел.